# Zuo Shusheng
Zuo Shusheng (en chino tradicional, 左樹聲; en chino simplificado, 左树声; pinyin, Zuǒ Shùshēng; Tianjin, China; 13 de abril de 1958) es un exfutbolista y entrenador de fútbol de China que jugaba en la posición de centrocampista.

## Carrera

### Club
| Periodo   | Club         | País         |
| --------- | ------------ | ------------ |
| 1978–1988 | Tianjin City | China        |
| 1988–1989 | PEC Zwolle   | Países Bajos |

### Selección nacional
Debutó ante Corea del Sur el 29 de diciembre de 1978 en la Clasificación para la Copa Asiática 1980 que terminó con derrota para China por 0-1. Jugó en dos ediciones de la Copa Asiática y en los Juegos Asiáticos de 1982, y se retiraría en 1985 tras ser eliminados en la clasificación de AFC para la Copa Mundial de Fútbol de 1986.

#### Goles internacionales
| #  | Fecha                    | Lugar                                     | Oponente               | Gol | Resultado | Competición                                     |
| -- | ------------------------ | ----------------------------------------- | ---------------------- | --- | --------- | ----------------------------------------------- |
| 1  | 12 de noviembre de 1981  | Estadio Merdeka, Kuala Lumpur, Malasia    | Arabia Saudita         | 1-2 | 4-2       | Clasificación para la Copa Mundial de 1982      |
| 2  | 16 de febrero de 1982    | Eden Gardens, Calcuta, India              | India                  | 1-0 | 1-1       | Amistoso                                        |
| 3  | 24 de noviembre de 1982  | Estadio Ambedkar, Nueva Delhi, India      | India                  | 2-2 | 2-2       | Juegos Asiáticos de 1982                        |
| 4  | 20 de julio de 1983      | Estadio de los Trabajadores, Pekín, China | Tailandia              | 2-1 | 2-1       | Amistoso                                        |
| 5  | 1 de noviembre de 1983   | Estadio Suphachalasai, Bangkok, Tailandia | Hong Kong              | 1-0 | 4-0       | Clasificación para los Juegos Olímpicos de 1984 |
| 6  | 1 de noviembre de 1983   | Estadio Suphachalasai, Bangkok, Tailandia | Hong Kong              | 3-0 | 4-0       | Clasificación para los Juegos Olímpicos de 1984 |
| 7  | 21 de junio de 1984      | Estadio de los Trabajadores, Pekín, China | India                  | 1-0 | 2-0       | Amistoso                                        |
| 8  | 12 de septiembre de 1984 | Estadio Tianhe, Cantón, China             | Afganistán             | 5-0 | 6-0       | Clasificación para la Copa Asiática 1984        |
| 9  | 3 de noviembre de 1984   | Estadio de los Trabajadores, Pekín, China | Australia              | 3-2 | 3-2       | Amistoso                                        |
| 10 | 11 de diciembre de 1984  | Estadio Nacional de Singapur, Singapur    | Emiratos Árabes Unidos | 3-0 | 5-0       | Copa Asiática 1984                              |
| 11 | 20 de febrero de 1985    | Canídromo, Macao                          | Macao                  | 3-0 | 4-0       | Clasificación para la Copa Mundial de 1986      |
| 12 | 26 de febrero de 1985    | Canídromo, Macao                          | Brunéi                 | 2-0 | 8-0       | Clasificación para la Copa Mundial de 1986      |
| 13 | 26 de febrero de 1985    | Canídromo, Macao                          | Brunéi                 | 6-0 | 8-0       | Clasificación para la Copa Mundial de 1986      |

### Entrenador
| Periodo   | Club            | País  |
| --------- | --------------- | ----- |
| 1992      | Tianjin City    | China |
| 1996–1997 | Tianjin Samsung | China |
| 2004–2005 | Sinchi FC       | China |
| 2008–2009 | Tianjin Teda    | China |

## Logros
- Liga Jia-A: 1980, 1983[2]